# Фомин, Андрей Владимирович
Андре́й Влади́мирович Фоми́н (род. 3 февраля 1964, Москва, СССР) — советский и российский актёр театра и кино, продюсер, промоутер, шоумен, телеведущий.

## Образование
В 1988 году окончил Театральное училище им. Б. В. Щукина (курс Аллы Казанской). Учился на Высших курсах сценаристов и режиссёров, в мастерской В. В. Меньшова по специальности кинорежиссёр.

## Карьера

### Режиссёр-постановщик
Режиссер спектакля "Почему я?" с актрисой Ириной Горбачевой
Выступил режиссёром-постановщиком танцевальных шоу в ОАЭ.
В декабре 2018 года по заказу правительства Катара поставил танцевальное шоу на государственном празднике Национальный День Катара. Трансляция шоу велась в прямом эфире на крупнейших телеканалах страны.

### Ежегодные события
Андрей Фомин является создателем многочисленных ежегодных премий и мероприятий.
- Ежегодная премия за самые сомнительные достижения «Серебряная калоша»;
- Ежегодный бал «Bal des Fleurs» на Лазурном берегу во Франции;
- Независимая ресторанная премия «Лавровый Лист» в Москве и Санкт-Петербурге;
- Московский гастрономический фестиваль;
- Ежегодный бал «May Fashion» «Топ 100 самых красивых людей Москвы», а также бал «May Fashion» «Топ 100 самых красивых людей Украины» в Киеве и Алматы;
- Премия в области ночной жизни «Night Life Awards» в Москве и Санкт-Петербурге.

### «Серебряная калоша»
С 1996 по 2015 год был одним организаторов и бессменным ведущим премии за самые сомнительные достижения в шоу-бизнесе «Серебряная калоша». В 2014 году выкупил у радиостанции «Серебряный дождь» права на проведение церемоний «Серебряной калоши».
Среди ведущих премии были такие известные деятели культуры и шоу-бизнеса, как Иван Ургант, Ксения Собчак, Александр Гордон, Александр Цекало, Михаил Шац, Татьяна Лазарева и другие.
Трансляция церемонии велась в прямом эфире на радиостанции «Серебряный дождь» и в Интернете, а спустя несколько месяцев трансляция выпускалась в виде телепередачи на каналах «РТР», «ТВЦ», «Муз-ТВ», «СТС» и «РЕН ТВ».

### Ресторанный справочник SPOON Guide
Основатель проекта SPOON Restaurant Guide — авторитетного путеводителя по ресторанному бизнесу Москвы, России и всего мира.
С 2008 года под маркой Spoon выходят справочники «100 лучших ресторанов Москвы», в которых ежегодно составляется список самых актуальных и интересных гастрономических точек столицы. В 2017 году семья справочников Spoon пополнилась и другими книгами:
- «100 лучших ресторанов России»;
- «50 лучших ресторанов Санкт-Петербурга».

Помимо списков ресторанов, каждый выпуск включает в себя обширную винную секцию, тематические сборники «5 лучших мест», рекомендации шеф-поваров, рестораторов и других признанных гурманов.

### Театр
С 1988 по 1991 год — артист Театра им. Вахтангова. Играет в спектаклях Театра Наций и театра Практика.
| Год  | Спектакль                    | Режиссёр                                     | Роль                            | Театр                  |
| 2014 | «Жанна»                      | Илья Ротенберг, по пьесе Ярославы Пулинович  | Виталий Аркадьевич              | Театр Наций            |
| 2017 | «Цирк»                       | Максим Диденко                               | Людвиг Осипович, директор цирка | Театр Наций            |
| 2006 | «Figaro. Событие одного дня» | Кирилл Серебренников                         | Базиль                          | Театр Наций            |
| 2011 | «Киллер Джо»                 | Явор Гырдев, по пьесе Трейси Леттса          | Ансель Смит                     | Театр Наций            |
| 2016 | «Чапаев и пустота»           | Максим Диденко, по роману Виктора Пелевина   | Тимур Тимурович (ввод в 2019)   | Театр Практика         |
| 2016 | «Фетишист»                   | Василий Бархатов, по пьесе Максима Курочкина |                                 | антреприза             |
| 2019 | «Иранская конференция»       | Виктор Рыжаков                               | Филипп Расмусен                 | Театр Наций            |
| 2020 | «Покорность»                 | Талгат Баталов, по роману Мишеля Уэльбека    | Стив                            | Театр Наций            |
| 2024 | "Гордая"                     | Кирилл Вытоптов                              | Граф Вилковский                 | Театр на Малой Бронной |
| 2024 | "Чайка с продолжением"       | Константин Богомолов                         | Дорн                            | Театр на Малой Бронной |
| 2025 | "Смерть Тузенбаха"           | Константин Богомолов                         | Фридрих Ризе                    | Театр на Малой Бронной |

### Кино
Андрей Фомин снимался во многих российских кинофильмах.
| Год  | Фильм                                | Режиссёр                                                                              | Роль                                                             |
| 1988 | «Маленькая Вера»                     | Василий Пичул                                                                         | Андрей                                                           |
| 1989 | «В городе Сочи тёмные ночи»          | Василий Пичул                                                                         | драматург                                                        |
| 1989 | «Делай — раз!»                       | Андрей Малюков                                                                        | Ерёменко, рядовой                                                |
| 2004 | «Похитители книг»                    | Леонид Рыбаков                                                                        |                                                                  |
| 2003 | «Изображая жертву»                   | Кирилл Серебренников                                                                  | Сысоев                                                           |
| 2006 | «Короткое замыкание»                 | Кирилл Серебренников, Пётр Буслов, Иван Вырыпаев, Алексей Герман мл., Борис Хлебников | жлоб                                                             |
| 2009 | «Гамлет. XXI век»                    | Юрий Кара                                                                             | Полоний                                                          |
| 2009 | «Поцелуй сквозь стену»               | Вартан Акопян                                                                         | эпизод                                                           |
| 2011 | «Generation П»                       | Виктор Гинзбург                                                                       | Морковин                                                         |
| 2017 | «Оперетта капитана Крутова» (сериал) | Вячеслав Росс                                                                         | Николай Аркадьевич Артамонов, художественный руководитель театра |
| 2019 | «Ампир V»                            | Виктор Гинзбург                                                                       | Щепкин-Куперник                                                  |
| 2020 | «Старые кадры»                       | Евгений Звездаков, Алексей Луканев                                                    | Сергей Климов, главный редактор журнала                          |
| 2023 | «Я любила мужа»                      | Юлия Трофимова                                                                        | Леонид                                                           |

### Телевидение
Участник проекта «Танцы со звёздами 2011» на канале Россия. Выступал в паре с Альбиной Джанабаевой (бывшая солистка группы ВИА Гра). Вёл программу «Большая светская энциклопедия» на канале СТС.

## Награды
1. Премия «Событие года» 2018 — «Легенда российской Event-индустрии»
2. Премия «Wedding Awards» 2017 — почетная награда «Персона года».
3. Премия «Событие года» 2018 – Свадьба года

## Семья
У Андрея Фомина двое детей: дочь, Мария, закончила обучение в МАРХИ, сын, Александр, выпускник Парижской киношколы ESEC.